# Ophyiulus napolitanus
Ophyiulus napolitanus är en mångfotingart som först beskrevs av Carl Graf Attems 1903.  Ophyiulus napolitanus ingår i släktet Ophyiulus och familjen kejsardubbelfotingar. Inga underarter finns listade i Catalogue of Life.